# Batalla de Fujigawa
La batalla de Fujigawa (富士川の戦い, Fujigawa no tatakai) fou una batalla de les Guerres Genpei a la fi de l'era Heian de la Història del Japó, en 1180, en el que és ara la Prefectura de Shizuoka.
Intentant recuperara del seu exili i reconstruir el seu exèrcit, Minamoto no Yoritomo envià missatgers a reclutar altres famílies. Mentre anava a través de la regió sota Mont Fuji i dins de la província de Suruga, planejava reunir-se amb el Clan Takeda i altres clans de Kai i Kozuke al nord. Aquests aliats arribaren just a temps d'enfrontar-se al perseguidor exèrcit del Clan Taira. Suposadament en aqueixa nit els Taira cregueren que el so d'un esbart d'aus era el so d'un atac sorpresa dels Minamoto, i escaparen, sense que haguera batalla.